# Openbaar vervoer in Tilburg
Het openbaar vervoer in Tilburg bestaat uit treinverbindingen van de NS en busvervoer van Arriva en De Lijn. Het centraal station vormt met het naastgelegen busstation het knooppunt van het openbaar vervoer. Verder ligt nog 'Busstation Noord' bij Winkelcentrum Wagnerplein en een busstation bij het Elisabeth Ziekenhuis. Tilburg beschikt over drie treinstations, alle drie gelegen aan Staatslijn E en de Brabantse lijn:
- station Tilburg, het centraal station
- station Tilburg Reeshof in de wijk Reeshof, westelijker dan station Tilburg Universiteit
- station Tilburg Universiteit op loopafstand van de Tilburg University (TiU)

Bij het centraal station is beperkte parkeergelegenheid voor auto's, waaronder parkeergarage Knegtel. Verder zijn er een bewaakte en meerdere onbewaakte fietsenstallingen. Men kan een treintaxi oproepen, maar er is ook een taxistandplaats. Bij de stations Tilburg Universiteit en Tilburg Reeshof staan fietskluizen, onbewaakte fietsenstallingen en beide hebben een gratis parkeerterrein. Alle Tilburgse stations hebben OV-fiets (huurfietsen via OV-chipkaart).

## Treinverbindingen
De volgende treinseries halteren in de dienstregeling 2025 te Tilburg:
| Serie | Treinsoort     | Route | Bijzonderheden |
| ----- | -------------- | --- | --- |
| 1100  | Intercity (NS) | Den Haag Centraal – Den Haag HS – Delft – Rotterdam Centraal – Breda – Tilburg – Eindhoven Centraal                  | Via HSL. Stopt niet in Schiedam Centrum en Rotterdam Blaak.                                                                            |
| 3600  | Intercity (NS) | Roosendaal – Breda – Tilburg – 's-Hertogenbosch – Nijmegen – Arnhem Centraal – Dieren – Zutphen – Deventer – Zwolle  | |
| 6400  | Sprinter (NS)  | Tilburg Universiteit – Tilburg – Eindhoven Centraal – (Weert)                                                        | Rijdt tussen 20:00 en 22:00 uur en op zondag 1x/uur tussen Eindhoven Centraal en Weert. Rijdt na 22:00 uur 1x/uur op het hele traject. |
| 6600  | Sprinter (NS)  | Dordrecht – Breda – Tilburg Reeshof – Tilburg Universiteit – Tilburg – 's-Hertogenbosch – Nijmegen – Arnhem Centraal | Rijdt alleen doordeweeks tot 19:00 uur tussen Nijmegen en Arnhem Centraal v.v.                                                         |
| 21410 | Intercity (NS) | Rotterdam Centraal – Tilburg – Eindhoven Centraal                                                                    | Nachtnet. Rijdt alleen in de nachten volgend op vrijdag en zaterdag.                                                                   |
| 21420 | Intercity (NS) | Tilburg – 's-Hertogenbosch                                                                                           | Nachtnet. Rijdt alleen in de nachten van vrijdag op zaterdag en zaterdag op zondag.                                                    |

## Busverbindingen

### Stadsbussen
De stadsdienst Tilburg bestaat uit verschillende buslijnen van Arriva.
| Lijn | Route |
| ---- | --- |
| 1    | Tilburg: Quirijnstok - Heikant - Stokhasselt - ETZ TweeSteden - Het Zand - Centraal Station - Centrum - Stappegoor - Groenewoud - ETZ Elisabeth |
| 2    | Tilburg: Reeshof - Wandelbos - Het Zand - Universiteit - Centraal Station - Centrum - Broekhoven - ETZ Elisabeth - Groenewoud - Goirle: Dorp    |
| 3    | Tilburg: Centraal Station - Universiteit - Het Zand - Wandelbos - Reeshof - Koolhoven                                                           |
| 4    | Tilburg: Centraal Station - Universiteit - Witbrant (- Koolhoven) - Reeshof                                                                     |
| 5    | Tilburg: Centraal Station - Besterd - Het Goirke - Heikant - Stokhasselt                                                                        |
| 6    | Tilburg: Centraal Station - Loven - Het Goirke - Quirijnstok - Heikant                                                                          |
| 7    | Tilburg: Blaak - Zorgvlied - Centrum - Centraal Station - Hasselt - ETZ TweeSteden - Wandelbos                                                  |
| 8    | Tilburg: Centraal Station - Centrum - Korvel - Het Laar                                                                                         |
| 9    | Tilburg: Centraal Station - Oost - Berkel-Enschot: Dorp - Udenhout: Dorp                                                                        |

### Streekbussen
De streekdienst bestaat uit verschillende buslijnen van Arriva en De Lijn.
| Lijn        | Route | Vervoerder | Bijzonderheden                                                                                        |
| ----------- | --- | ---------- | --- |
| 45          | Tilburg - Goirle - Poppel - Weelde - Ravels - Oud-Turnhout - Turnhout                                               | De Lijn    | |
| 131         | Tilburg - Gilze | Arriva     | Spitsbus                                                                                              |
| 136         | 's-Hertogenbosch - Vlijmen - Nieuwkuijk - Drunen - Waalwijk - Sprang-Capelle - Kaatsheuvel - Loon op Zand - Tilburg | Arriva     | |
| 137         | Tilburg - Goirle - Riel - Alphen - Baarle-Nassau                                                                    | Arriva     | |
| 140         | 's-Hertogenbosch - Vught - Helvoirt - Haaren - Oisterwijk - Berkel-Enschot - Tilburg                                | Arriva     | |
| 141         | Tilburg - Moergestel - Spoordonk - Oirschot - Best                                                                  | Arriva     | |
| 142         | Tilburg - Hilvarenbeek - Diessen - Middelbeers - Oostelbeers - Oirschot - Best                                      | Arriva     | Rijdt niet 's avonds in het weekend; in de zomervakantie via Speelland                                |
| 143         | Tilburg - Hilvarenbeek - Esbeek - Lage Mierde - Hooge Mierde - Reusel                                               | Arriva     | Rijdt 's avonds en op zondag alleen tussen Tilburg en Hilvarenbeek; in de zomervakantie via Speelland |
| 801         | Tilburg - Efteling                                                                                                  | Arriva     | |
| Bravodirect | |            | |
| 300         | 's-Hertogenbosch - Waalwijk - Sprang-Capelle - Kaatsheuvel - Loon op Zand - Tilburg                                 | Arriva     | Rijdt niet na 20:00 en in het weekend                                                                 |
| 301         | 's-Hertogenbosch - Vlijmen - Drunen - Waalwijk - Sprang-Capelle - Kaatsheuvel - Loon op Zand - Tilburg              | Arriva     | |
| 371         | Etten-Leur - Breda - Teteringen - Oosterhout - Oosteind - Dongen - Tilburg                                          | Arriva     | |

### Schoolbussen
De schoolbussen worden gereden door Arriva.
| Lijn | Route                                                                       |
| ---- | --------------------------------------------------------------------------- |
| 601  | Tilburg: Centraal Station - Stappegoor                                      |
| 602  | Waalwijk → Sprang-Capelle → Kaatsheuvel → Loon op Zand → Tilburg Stappegoor |
| 637  | Baarle-Nassau → Alphen → Riel → Goirle → Tilburg                            |

## Verleden
In het verleden was treinstation Tilburg ook aangesloten op het Bels Lijntje naar treinstation Turnhout. Personenvervoer op deze lijn werd in 1934 gestaakt, goederenverkeer in 1973. De spoorbaan is tot aan Turnhout afgebroken, maar het spoortalud is nu ingericht als toeristisch fietspad, dat loopt via de dorpen Riel, Alphen, en via onder meer het wisselend Belgisch/Nederlands grondgebied van dorpen Baarle-Nassau en Baarle-Hertog.

## Toekomst
Het dorp Berkel-Enschot behoort tot de gemeente Tilburg. Eind 2014 is door de landelijke politiek besloten dat station Berkel-Enschot pas na 2028 wordt aangelegd.